# Roy Crowson
Roy Albert Crowson est un entomologiste britannique, né le 22 novembre 1914 dans le Kent et mort le 13 mai 1999.

## Biographie
Il est maître de conférences au département de zoologie de l'université de Glasgow à partir de 1949. Il se spécialise dans la taxinomie des coléoptères. Crowson constitue une collection d'adultes et de larves du monde entier afin d'étudier leurs relations de parenté. Le système de classification qu'il propose dans sa monographie, The natural classification of the families of Coleoptera, parue en 1955 est encore en usage de nos jours. Sa collection est conservée à l'Hunterian Museum and Art Gallery et au Natural History Museum de Londres. La famille Crowsoniellidae lui a été dédiée. Il reçoit la médaille linnéenne en 1980.

## Œuvres
- The natural classification of the families of Coleoptera, Nathaniel Lloyd & Co., Ltd., Londres, 1955.
- Coleoptera: introduction and key to families, Handbooks for the identification of British insects, Royal Entomological Society of London, Londres, 1957.
- Classification and biology, Heinemann Educational Books Ltd, Londres, 1970.
- Biology of the Coleptera, Academic Press, 1981.

## Source
- (en) Cet article est partiellement ou en totalité issu de l’article de Wikipédia en anglais intitulé « Roy Crowson » (voir la liste des auteurs).